# Slag om Remagen
De Slag om Remagen was een slag tussen eenheden van de Verenigde Staten en nazi-Duitsland tijdens de Tweede Wereldoorlog. De gevechten vonden plaats in en rondom de Duitse stad Remagen en dan vooral om de Ludendorffbrug.
De gevechten resulteerden in de verovering van de Ludendorffbrug door de Amerikanen, waardoor de westerse geallieerden in staat waren om de eerste belangrijke oversteek over de rivier de Rijn, de laatste natuurlijke verdedigingslinie van de Duitsers, te maken. Met de brug konden voor het eerst pantsereenheden de Rijn oversteken, wat tot dan toe alleen gedaan kon worden door kleine infanterieverkenningspatrouilles per boot.
De gevechten begonnen op 7 maart 1945 toen vooruitgeschoven eenheden van de 9de Amerikaanse pantserdivisie de stad Remagen binnentrokken. Ze namen de Ludendorffbrug intact in ondanks Duitse pogingen om de brug via diverse methodes te vernietigen, zoals luchtaanvallen met straalvliegtuigen of om met kikvorsmannen explosieven aan te brengen. Deze werden ruim voor het bereiken van de brug ontdekt en uitgeschakeld. Ook zijn er op 17 maart 1945 vanuit Nederland, meer bepaald vanuit Eelerberg nabij Hellendoorn en het landgoed Mataram bij Dalfsen, door de SS-Werfer-Abteilung 500 elf V2-raketten afgevuurd richting Remagen. Geen enkele raket trof de brug. Wel werden enkele huizen in de omgeving van de brug getroffen waarbij verscheidene Duitse burgers en zes Amerikaanse soldaten omkwamen. In Hellendoorn werden de behaalde 'successen' in Remagen door de Duitse militairen breed uitgemeten. De Duitsers spraken er openlijk over dat de raketten tegen het geallieerde front in Remagen werden ingezet. Het verhaal deed de ronde dat Adolf Hitler aan de commandant van de eenheid zijn persoonlijke felicitaties had gestuurd. De gevechten om Remagen eindigden op 25 maart 1945 toen de Amerikaanse eenheden vanuit hun bruggenhoofden uitbraken en verder Duitsland binnenrukten, waardoor de kans van Duitsland om het bruggenhoofd te vernietigen verkeken was.
Op 17 maart 1945 stortte de brug in vanwege structurele problemen. Voor het overzetten van troepen en materieel was het verlies van de brug van verwaarloosbare betekenis, omdat er inmiddels verscheidene pontonbruggen over de Rijn waren gelegd.